# Wasserkunst Neue Neustadt

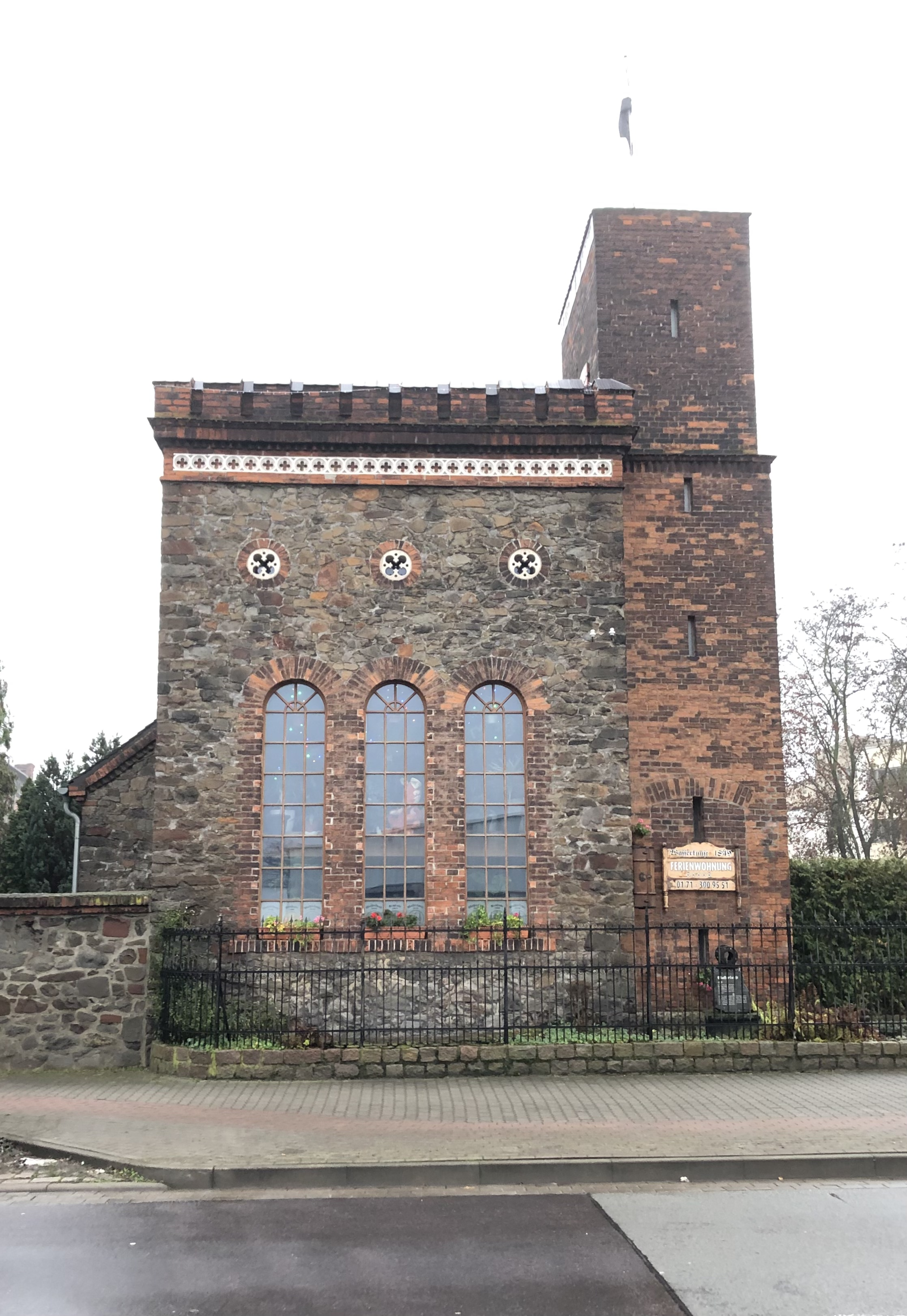
Wasserkunst Neue Neustadt im Jahr 2022

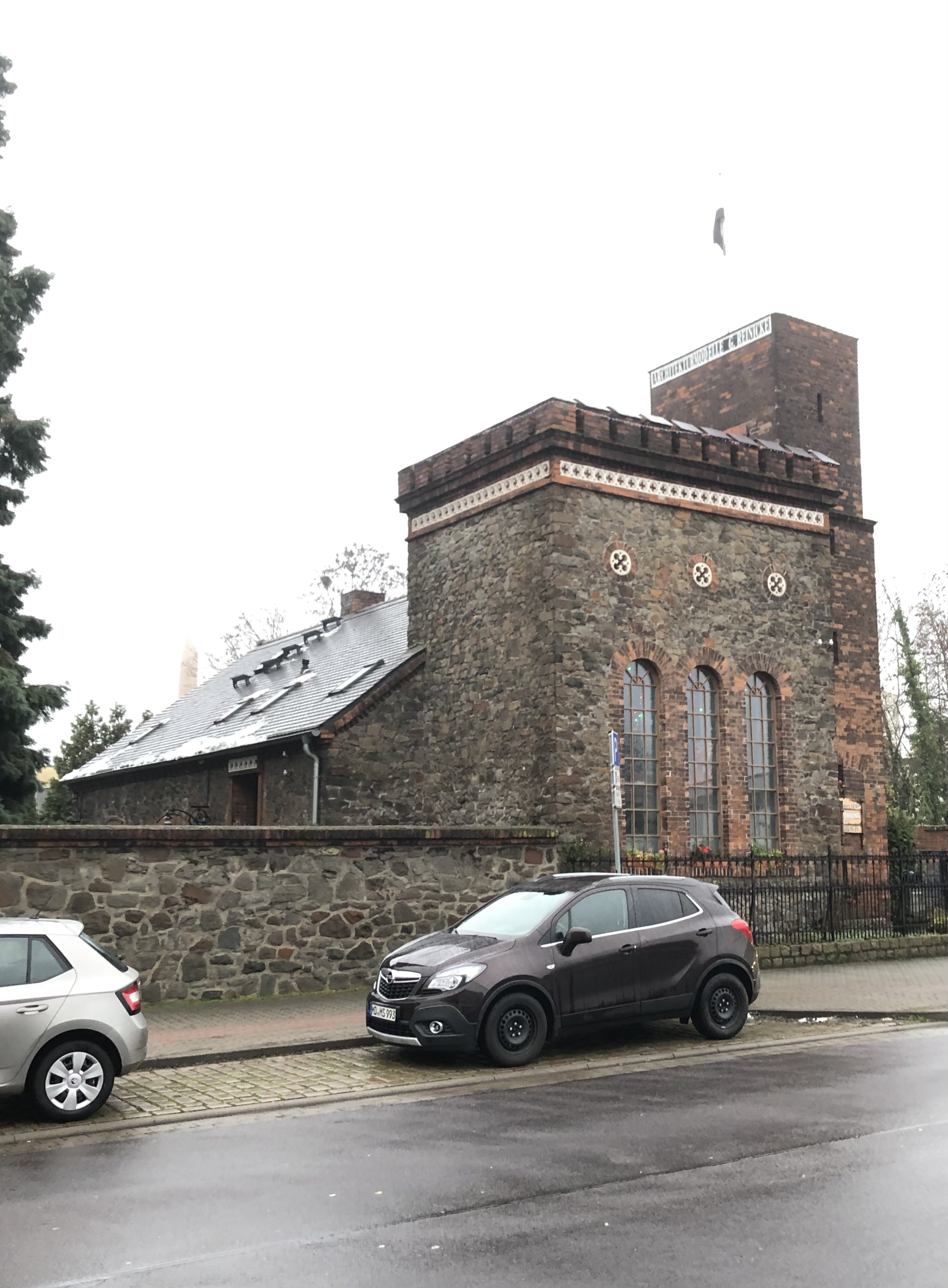
Blick von Nordosten

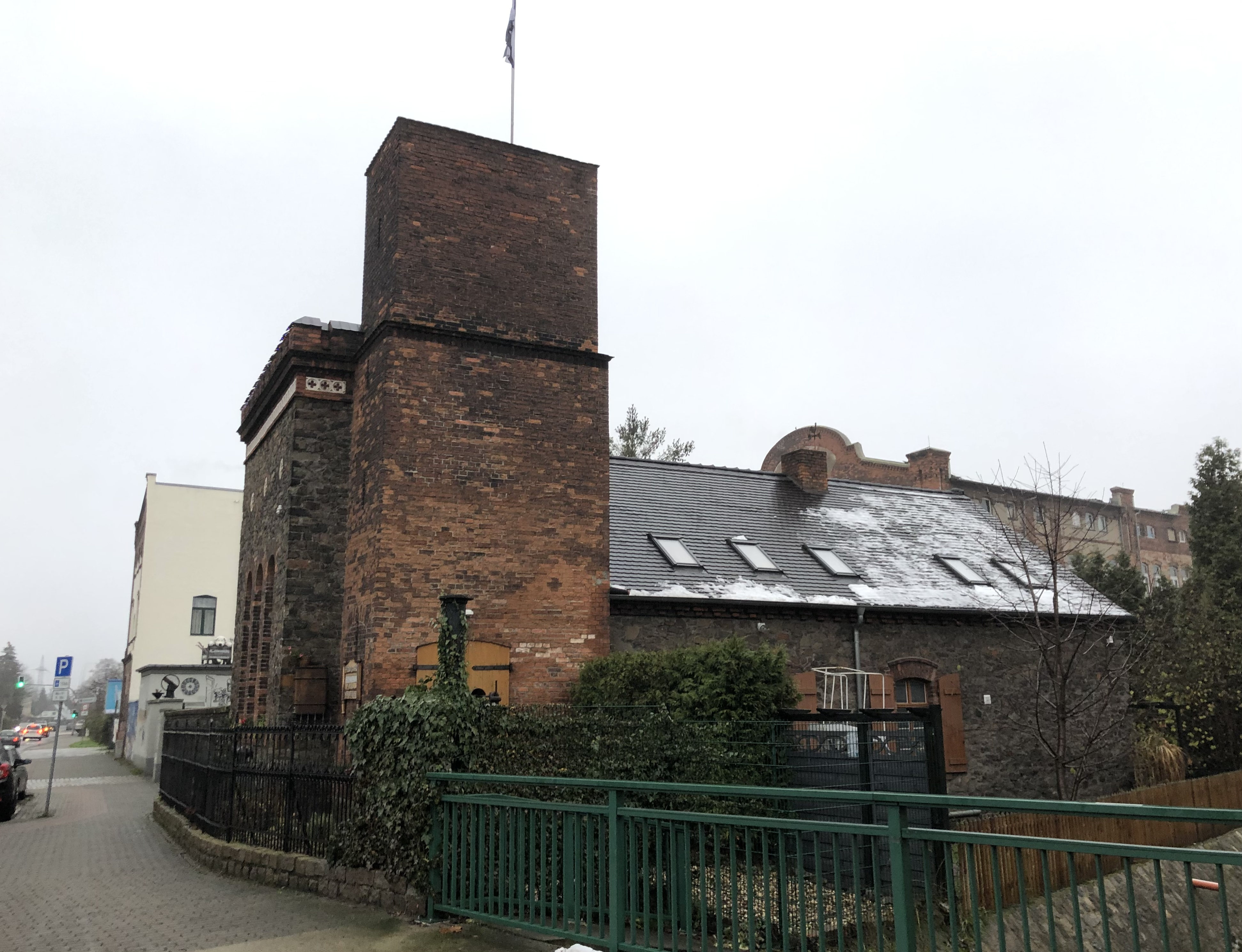
Schroteufer

Die Wasserkunst Neue Neustadt ist eine denkmalgeschützte Wasserkunst in Magdeburg in Sachsen-Anhalt.

## Lage
Das Gebäude befindet sich im Magdeburger Stadtteil Neue Neustadt, in einer das Straßenbild prägenden Lage, auf der Südseite der Wasserkunststraße an der Adresse Wasserkunststraße 99, unmittelbar östlich an der Schrote.

## Architektur und Geschichte
Der Komplex entstand als Wasserkunst im Jahr 1849. Das Gebäude diente als Maschinen-, Kessel- und Wärterhaus. Die Anlage wurde im Auftrag der Zuckerfabrikanten Jacob Hennige, Jaehningen und Freie & Comp. errichtet und war zur Wasserversorgung für die Fabriken in Neustadt-Magdeburg nötig geworden. Dementsprechend war der Bau direkt am Ufer der Schrote erfolgt. Hauptabnehmer des Wassers war die in direkter Nachbarschaft gelegene Fabrik Hennige.
Das Gebäude wurde aus Bruchsteinen aus Grauwacke errichtet, die aus einem nahe gelegenen Steinbruch kam. Einzelne Elemente, insbesondere die Fensterrahmungen sind mit Ziegeln hervorgehoben. Zur Straße hin ist das turmartige Maschinenhaus ausgerichtet. An seiner Nordwestecke befindet sich der Wasser- und Röhrenturm. Die Gestaltung erinnert an eine Burg und entspricht dem Normannenstil, so bestehen große Rundbogenfenster, neogotisches Maßwerk und Zinnen. An der straßenseitigen Fassade bestehen drei kleine ziegelgerahmte Okuli und ein Maßwerkfries. Südlich schließt sich an das Maschinenhaus das eingeschossige Kesselhaus mitsamt einer Wohnung für einen Wärter der Anlage an. Es ist mit einem Satteldach bedeckt.
Im örtlichen Denkmalverzeichnis ist die Wasserkunst unter der Erfassungsnummer 094 80268 als Baudenkmal verzeichnet.
Der Bau gilt als Beispiel eines Zweckbaus aus der frühen Phase der Industrialisierung.